# Cristián Contreras Molina
Cristián Enrique Contreras Molina (Santiago, 8 de noviembre de 1946) es un religioso mercedario, Obispo de la Iglesia católica, Ordinario de la Diócesis de San Felipe en Chile (Región de Valparaíso) hasta el 21 de septiembre de 2018.

## Biografía
Nació el 8 de noviembre de 1946 en Santiago de Chile, en el seno del matrimonio formado por Leontino Contreras y Marta Molina.
En 1961 ingresa al noviciado de la Orden de la Merced ubicado en Melipilla. Profesó sus votos solemnes de Pobreza, Castidad, Obediencia y Redención el 21 de septiembre de 1973. Cursos sus estudios de Filosofía en el noviciado mercedario y los de Teología en la Facultad de Teología de la Pontificia Universidad Católica de Chile, de la cual egresará como Licenciado en 1974.
Es ordenado sacerdote el 12 de octubre de 1974 en la Basílica de la Merced de Santiago de Chile, por el Nuncio Apostólico, Monseñor Sótero Sanz Villalba.
Desde 1974 hasta 1977 ejerce como vicario de la Parroquia Nuestra Señora de la Merced de Valdivia, y capellán de la cárcel de dicha ciudad. En 1977 asume sus funciones como párroco de la Parroquia San Juan Bautista de Calama y superior del Convento San Pedro Nolasco. En 1985 es trasladado al Convento San Pedro Nolasco en San Felipe, donde asume como superior y párroco de la Parroquia Nuestra Señora de la Merced de dicha ciudad.
Desde 1986 y hasta 1989 ejerce como Rector del Colegio San Pedro Nolasco y superior del Convento Máximo San José de Santiago. De forma paralela asume como capellán del Anéxo Cárcel "Capuchinos" de Santiago.
En 1989 vuelve a San Felipe. En 1990 es nombrado Capellán Mayor de Gendarmería de Chile.
Su Santidad Juan Pablo II lo designa Obispo Prelado de Calama el 11 de junio de 1992, recibiendo la ordenación episcopal el 5 de julio de dicho año de manos de Monseñor Carlos Oviedo Cavada, O.de M., Cardenal-Arzobispo de Santiago de Chile, siendo co-consagrantes principales Monseñor Juan Bautista Herrada Armijo, O.de M., Obispo titular de Equizeto, y Monseñor Carlos González Cruchaga, Obispo de Talca. Toma posesión de la Prelatura de Calama el 19 de julio de 1992.
El 19 de julio de 2002, S.S Juan Pablo II lo designa VII Obispo de San Felipe de Aconcagua, tomando posesión de la Diócesis el 25 de agosto. Es reemplazado el 21 de septiembre de 2018 por el administrador apostólico el P. Jaime Ortiz de Lazcano Piquer.
Actualmente ejerce como Obispo responsable de la Comisión Nacional de Pastoral de los Temporeros de la fruta y la Pastoral Penitenciaria de la Conferencia Episcopal de Chile.
| Predecesor: Juan Bautista Herrada Armijo 1982-1991 | Prelatura de Calama 1992-2002  | Sucesor:Guillermo Vera Soto 2003-2014 |
| Precedido por: Manuel Camilo Vial Risopatrón       | Obispo de San Felipe 2002-2018 | Sucedido por: Gonzalo Bravo Álvarez   |